# Estilo cortesano (pintura gótica)

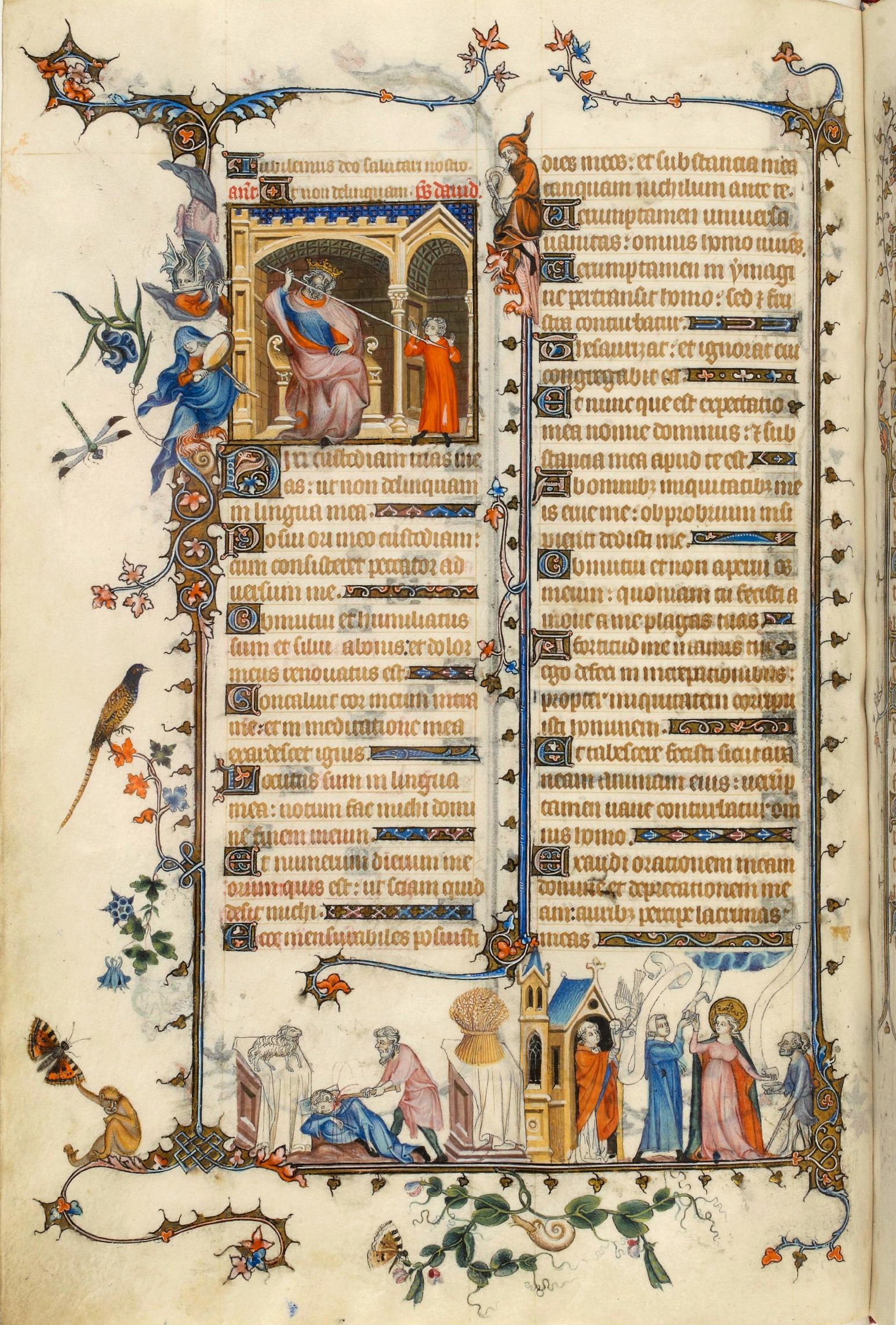
Jean Pucelle. David frente a Saúl. Página del BREVIARIO DE BELLEVILLE. hacia 1323-26. Bibliothèque Nationale. París.

El estilo cortesano de la pintura gótica corresponde a la etapa que se desarrolla, principalmente en Francia, entre los siglos XIII y el primer tercio del siglo XIV. Fue un arte elitista, propio de las clases privilegiadas las cuales no se sentían reflejadas por el arte de las catedrales y buscan un arte más exclusivo, que proclame su prestigio y posición. Las manifestaciones de este arte del gusto de la nobleza cortesana y de los burgueses ricos se concretará en las piezas pequeñas, las estatuillas, les pequeñas tablas pintadas para los alteres domésticos y sobre todo, por los libros ilustrados con bellas miniaturas.
La tendencia de la pintura hacia un mayor realismo y el gusto por los detalles elegantes y delicados, se conjuga con la profusión de temas profanos, extraídos de la literatura de la época con la exaltación de lo femenino en la poesía y de los valores de la caballería en la novela.
El retrato auténtico de personajes reales es una de las innovaciones de esta etapa que en el orden estrictamente pictórico, representó el abandono progresivo de la rigidez propia de la pintura románica, para adoptar bajo la influencia de la pintura italiana del ‘’Trecento’’ un naturalismo cada vez más acusado.
Si leemos las descripciones presentes en los poemas y en las novelas de caballería referidas a la decoración de los castillos, los vestidos de las damas, etc., veremos como las artes de las tablas, retablos y frescos propios de la decoración cortesana estaban realmente muy extendidos durante los siglos XIII y XIV por toda Europa. En el libro de “Le Roman de la Rose” (1270) se describen: ’’caballeros armados sobre bellos corceles cubiertos de escudos azules, amarillos y verdes’’, así como ’’diversiones galantes, damas vestidas elegantemente...’’, etc. Las brillantes escenas cortesanas de los ‘’Libros de las Horas’’ del inicio del siglo XIV señalan el punto culminante del arte o estilo cortesano que fue el primer pilar del estilo gótico internacional.

## Estilo cortesano del siglo XIII en Francia
Durante la segunda mitad del siglo XIII, la Corte del Rey de Francia conservaba muchas normas y reglas de la tradición carolingia, entre oltras el mecenazgo de las artes. En plena etapa clásica de la arquitectura y de la escultura gótica, el rey San Luis había encargado a los talleres de la escuela de miniaturistas de París, una serie de libros ilustrados, entre los cuales el denominado Salterio de San Luís (1253-70), que actualmente se conserva a la Bibliothèque Nationale de Francia.
A la vista de las imágenes del libre citado, por ejemplo las escenas de Jefté y sus hijas, podemos apreciar la diferencia de nivel que había alcanzado la escultura gótica en su apogeo con obras como la puerta de San Esteban de la Catedral de Notre Dame de París o las figuras del interior del portal occidental de la Catedral de Reims, respecto del nivel alcanzado por las miniaturas, las cuales todavía muestran una composición en superficie propia de la pintura románica. Las miniaturas de este libro tienen mucho en común con las vidrieras: el contorno delineado y enérgico que envuelve a las figuras, las arquitecturas dibujadas y las franjas ornamentadas con diferentes figuraciones de arabescos o grecas que envuelven la escena. Pero los cuerpos de las figuras son alargados y flexibles, los gestos son verdaderos a pesar de ser todavía eurítmicos, es decir, acomodados a la composición y al marco arquitectónico.

## Estilo cortesano del siglo XIV en Europa
El Salterio de la Reina Mary (1310. Biblioteca Británica) es un libro extraordinario que muestra la reacción de los miniaturistas ingleses contra la influencia de la escuela de París. La página que corresponde a la miniatura que representa a Jesús conversando con los doctores, muestra la escena principal con los personajes estilizados en los cuales destaca el trazo ligero, como abocetado equivalente al trazo de las páginas no iluminadas, es decir sin color, del libro. Para crear la ilusión de volumen en los cuerpos, los pliegues de la ropa se llenan de medios tonos, pero los rostros y miembros de los personajes, sus gestos así como la composición y los fondos de arquitecturas son aún convencionales. Lo más sorprendente de esta página se halla en el margen inferior donde se ha añadido una escena que representa la caza de patos con halcón. Se trata de una escena profana que nada tiene que ver con el tema sagrado de la miniatura de arriba. El realismo de esta escena no es convencional sino totalmente diferente ya que seguramente está basado en la observación de la realidad, es decir, basado en apuntes del natural.
- Datos: Q8845709